# 天気輪
天気輪（てんきりん）は『銀河鉄道の夜』に登場する表現であり、宮沢賢治による造語と考えられている。具体的に何を指すかについては諸説あり、その説を分類すると仏教由来の建造物、宗教的概念、天文現象に分けられる。

## 「銀河鉄道の夜」における天気輪の柱
『銀河鉄道の夜』の五章は「天気輪の柱」の章題を持つが、内容としては六章「銀河ステーション」の冒頭につながる。
天気輪の柱は牧場のうしろの丘の頂にあり、ジョバンニはその柱の下にからだを投げ出して夜空や町灯りを見る。その天気輪の柱は、「いつかぼんやりした三角標の形になって、しばらく蛍のように、ぺかぺか消えたりともったり」した末に動かなくなり、そらの野原に立つ。それに続いて、どこからか「銀河ステーション」という声が聞こえてくる。

## 天気輪の柱についての推測
天気輪が仏教由来の建築物であることから、原子朗はこの表現は仏教由来の建造物（お天気柱、転法輪、車塔婆、後生車など）と関係があると述べ、柱の回転する輪は賢治の宗教観である輪廻思想のシンボルであろうと述べている。お天気柱は別名を地蔵車、菩提車ともいい、東北地方における墓地や村境に見られ、農耕に恵みをもたらす天候を祈り、死者を弔う目的で設置された仏教的な宗教設備の一種である。形態的には、石や木製の柱の手の届く部分をくりぬいて、回転可能な輪を取り付けた形状をしており、祈祷者はこれを回して祈り、願をかける。
垣井由紀子は、天気輪の柱とは五輪塔から着想したものと推察している。その根拠は、賢治が晩年、五輪峠からの風景を描いた詩「病技師〔二〕」で「五輪塔」を「天気輪」に推敲しているという事実である。
その他の説としては、宗教的な概念（法華経の七宝の塔、ヤコブの梯子など）と関係があるとするもの、天文現象（太陽柱、月の暈、きりん座、北極軸、日時計など）と関係があるとするものなどがあるが、未だ定説を見るに至っていない。